# Siculobata florens
Siculobata florens är en kvalsterart som först beskrevs av Berlese 1908.  Siculobata florens ingår i släktet Siculobata och familjen Hemileiidae. Inga underarter finns listade i Catalogue of Life.